# Golden (Missisipi)
Golden – miasto w Stanach Zjednoczonych, w stanie Missisipi, w hrabstwie Tishomingo.